# Національні Збори Нагірно-Карабаської Республіки
Національні Збори Нагірно-Карабаської Республіки, або Національні Збори Республіки Арцах були органом законодавчої влади у невизнаній НКР, які обирають строком на п'ять років.
Збори складалися з 33-х депутатів. 17 депутатів обираються за партійними списками, 16 — на мажоритарній основі. Органами НЗ є Голова, його заступник, депутати і постійні комісії. З числа депутатів створюються фракції, депутатські групи.
Після азербайджанського наступу у вересні 2023 року Нагірно-Карабахська Республіка з усіма її інститутами припинила своє існування.
На початку березня 2024 року влада Азербайджану знесла будівлю Національних зборів Нагірно-Карабахської Республіки.

## Комісії
У нинішньому парламенті НКР (РА) діють шість постійних комісій:
- Із зовнішніх відносин,
- З питань виробництва та виробничих інфраструктур,
- З питань фінансів, бюджету та економічного управління,
- З державно-правових питань,
- З питань соціальної сфери,
- З питань оборони, безпеки та законності,

## Фракції
За результатами останніх парламентських виборів, що відбулися 23 травня 2010 р., у парламент пройшли три партії:
- «Вільна Батьківщина»
- «Демократична партія Арцаха»
- АРФ «Дашнакцутюн»

Вибори проводилися за змішаною системою. Загальна кількість депутатів у Національних зборах становить 33, з них за пропорційною системою обираються 17, а за мажоритарною 16. Окрім трьох партій, що пройшли в парламент, участь у виборах брала також «Комуністична партія Арцаху», але як і на минулих виборах, вона не пройшла бар'єр, що становить 6 %. За пропорційною системою «Вільна Батьківщина» отримала 8 мандатів, «Демократична партія Арцаху» — 5 та АРФ «Дашнакцутюн» — 4. За мажоритарною системою, з 16 депутатів шість пройшли за списками «Вільної Батьківщини», по два за списками «Демократичної партії Арцаха» та АРФ «Дашнакцутюн». Інші шість депутатів, що пройшли за мажоритарною системою безпартійні, або належать до політичних сил, які не пройшли до парламенту за пропорційною системою.

### Депутати за пропорційною системою
Перелік депутатів, що пройшли за пропорційною системою.
«Вільна Батьківщина»:
- Рамела Дадаян;
- Ґаґік Петросян;
- Руслан Ісраелян;
- Овік Дживанян;
- Вардгес Улубабян;
- Генадій Алібабаян;
- Камо Азатян;
- Арарат Оганджанян

«Демократична партія Арцаха»:
- Жанна Галстян;
- Ваграм Атанесян;
- Людмила Барсегян;
- Вардгес Багірян;
- Аревік Петросян

АРФ «Дашнакцутюн»:
- Віталій Баласанян;
- Ваґрам Балаян;
- Камо Барсегян;
- Ваан Бадасян.

### Депутати за мажоритарною системою
Перелік депутатів, що пройшли за мажоритарною системою:
- Марат Асратян;
- Сергій Газарян;
- Андранік Саркісян;
- Арам Грігорян;
- Ґарік Ґріґорян;
- Арсен Мікаелян;
- Ашот Гулян (прим. — попередній Голова парламенту);
- Іван Аванесян;
- Рудік Уснунц;
- Зоя Лазарян;
- Армен Саркісян;
- Артур Товмасян;
- Арпат Аванесян;
- Ґаґік Оганян;
- Володимир Касян;
- Камо Мартіросян.

## Сесії
Чергові сесії Національних Зборів скликають двічі на рік: у вересні-грудні і в лютому-червні. Сесії проводяться скликанням засідань як мінімум один раз на місяць. Чергові засідання парламенту проходять як правило по середах і є відкритими.
Позачергову сесію або позачергове засідання Національних Зборів скликає Голова Національних Зборів за ініціативою Президента Республіки, не менше однієї третини від загального числа депутатів або Уряду, у порядку та в строки, встановлені ініціатором відповідно до чинного законодавства республіки.

## Функції
Національні Збори приймає закони, постанови, рішення, звернення та заяви.
Парламент НКР за пропозицією Президента:
- Оголошує амністію;
- Ратифікує, призупиняє чи припиняє міжнародні договори НКР,
- Приймає рішення про оголошення війни та встановлення миру.

## Голова
Перша сесія новообраних Національних Зборів скликаються в третій четвер після виборів не менше двох третин від загальної кількості депутатів. До обрання Голови Національних Зборів засідання веде найстаріший за віком депутат. Національні Збори більшістю голосів від загального числа депутатів обирають Голову Національних Зборів, заступника Голови. Голова Національних Зборів веде засідання, розпоряджається матеріальними засобами Національних Зборів, забезпечує його нормальну діяльність.
Головою (спікером) Національних Зборів з 2005 року є Ашот Ґулян. Після чергнових парламентських виборів, що відбулися 23 травня 2010 року, його знову обрали головою Національних зборів 29-ма з 33-ох голосів народних депутатів. Віце-спікером був обраний Артур Товмасян, член партії «Вільна Батьківщина».